# Manuel Ugarte (futbolista)
Manuel Ugarte Ribeiro (Montevideo, 11 de abril de 2001) es un futbolista uruguayo. Juega de centrocampista y su equipo es el Manchester United F. C. de la Premier League de Inglaterra.

## Trayectoria
Se formó en las divisiones juveniles del Centro Atlético Fénix. En 2015 comenzó en Séptima División, convirtió 5 goles en todo el campeonato, finalizaron en la sexta posición de la tabla anual.
El entrenador del primer equipo, Rosario Martínez, lo incluyó en la lista de 30 futbolistas para jugar la Copa Sudamericana 2016, con la camiseta número 28. No fue convocado y sus compañeros se enfrentaron a Cerro Porteño, en la ida ganaron 1-0 pero en la revancha perdieron 2-0 con un gol al minuto 93 y fueron eliminados de la primera ronda.
Debido a su rendimiento en las juveniles, Rosario lo convocó por primera vez para jugar un partido oficial en la fecha 14 del Campeonato Uruguayo Especial, la penúltima del torneo.
Debutó como profesional el 4 de diciembre de 2016, ingresó en el minuto 83 por Agustín Canobbio, se enfrentaron al escolta del campeonato Danubio en el Parque Capurro, los albivioletas se impusieron 4-1 y dejaron sin posibilidad de título a los de la franja. Ugarte jugó su primer partido con 15 años y 233 días, utilizó la camiseta número 26. Se convirtió en el primer jugador del siglo XXI en jugar profesionalmente en Uruguay, incluso debutó antes que alguno de la categoría 2000.
En la última fecha, volvió a ser convocado, jugaron contra Villa Española en el Estadio Obdulio Varela, empataron 2-2 pero Ugarte no tuvo minutos.
Fenix finalizó el Campeonato Uruguayo 2016 en novena posición, por lo que no clasificaron a competiciones internacionales. Manuel fue convocado en dos oportunidades y jugó un partido.
El 29 de diciembre de 2020 se hizo oficial su marcha a Europa tras fichar por el F. C. Famalicão hasta 2025. Estuvo unos meses en el equipo ya que en el mes de agosto fue traspasado al Sporting C. P.
En julio de 2023 puso fin a dos años y medio en Portugal después de marcharse al Paris Saint-Germain F. C. y firmar un contrato por cinco temporadas. Solo estuvo una de ellas, en la que ganó la Ligue 1 y la Copa de Francia, ya que en agosto del año siguiente fue traspasado al Manchester United F. C.

## Selección nacional
El 5 de septiembre de 2021 debutó con la selección de Uruguay en un partido de clasificación para el Mundial 2022 ante Bolivia que terminó con triunfo uruguayo por 4 a 2. Su primer gol con la celeste llegó el 15 de noviembre de 2024 en el último minuto del partido de clasificación para el Mundial 2026 frente a Colombia que sirvió para conseguir la victoria.

### Participaciones en Copas del Mundo
| Mundial           | Sede  | Resultado      | Partidos | Goles |
| ----------------- | ----- | -------------- | -------- | ----- |
| Copa Mundial 2022 | Catar | Fase de grupos | 0        | 0     |

### Participaciones en Copas América
| Torneo            | Sede           | Resultado    | Partidos | Goles |
| ----------------- | -------------- | ------------ | -------- | ----- |
| Copa América 2024 | Estados Unidos | Tercer lugar | 6        | 0     |

### Participaciones con la selección mayor
| Partidos | Partidos       | Partidos  | Partidos                 | Partidos                          | Partidos                   | Partidos | Partidos                  | Partidos                 | Partidos |
| N.º      | Rival          | Resultado | Fecha                    | Lugar                             | Competencia                | Goles    | Cambio                    | DT                       | Ref.     |
| -------- | -------------- | --------- | ------------------------ | --------------------------------- | -------------------------- | -------- | ------------------------- | ------------------------ | -------- |
| 1        | Bolivia        | 4:2       | 5 de septiembre de 2021  | Montevideo, · Uruguay             | Eliminatorias Mundial 2022 | -        | 69' por Matías Vecino     | Oscar W.Tabárez          |          |
| 2        | Chile          | 2:0       | 29 de marzo de 2022      | Santiago de Chile, · Chile        | Eliminatorias Mundial 2022 | -        | 73' por Rodrigo Bentancur | Diego Alonso             |          |
| 3        | México         | 3:0       | 2 de junio de 2022       | Glendale, Arizona, Estados Unidos | Amistoso                   | –        | 72' por Facundo Pellistri | Diego Alonso             |          |
| 4        | Estados Unidos | 0:0       | 5 de junio de 2022       | Kansas City, Estados Unidos       | Amistoso                   | –        | 67' por Matías Vecino     | Diego Alonso             |          |
| 5        | Panamá         | 5:0       | 11 de junio de 2022      | Montevideo, · Uruguay             | Amistoso                   | –        | 61' por Lucas Torreira    | Diego Alonso             |          |
| 6        | Canadá         | 2:0       | 27 de septiembre de 2022 | Bratislava, · Eslovaquia          | Amistoso                   | -        | 60' por Rodrigo Bentancur | Diego Alonso             |          |
| 7        | Japón          | 1:1       | 24 de marzo de 2023      | Tokio, Japón                      | Copa Kirin 2023 (Amistoso) | –        | 76' por Felipe Carballo   | Marcelo Broli (interino) |          |
| 8        | Corea          | 2:1       | 28 de marzo de 2023      | Seoul, Corea del Sur              | Amistoso                   | –        | 45' por Felipe Carballo   | Marcelo Broli (interino) |          |
| 9        | Chile          | 3:1       | 8 de septiembre de 2023  | Montevideo, · Uruguay             | Eliminatorias Mundial 2026 | –        | -                         | Marcelo Bielsa           |          |
| 10       | Ecuador        | 1:2       | 12 de septiembre de 2023 | Quito, · Ecuador                  | Eliminatorias Mundial 2026 | –        | -                         | Marcelo Bielsa           |          |
| 11       | Colombia       | 2:2       | 12 de octubre de 2023    | Barranquilla, · Colombia          | Eliminatorias Mundial 2026 | -        | 72' por Matías Vecino     | Marcelo Bielsa           |          |
| 12       | Brasil         | 2:0       | 17 de octubre de 2023    | Montevideo, · Uruguay             | Eliminatorias Mundial 2026 | -        | -                         | Marcelo Bielsa           |          |
| 13       | Argentina      | 2:0       | 16 de noviembre de 2023  | Buenos Aires, Argentina           | Eliminatorias Mundial 2026 | -        | -                         | Marcelo Bielsa           |          |

## Estadísticas

### Clubes
Actualizado al 17 de agosto de 2025.
| Club                               | Div.          | Temporada     | Liga  | Liga  | Copas nacionales | Copas nacionales | Copas internacionales | Copas internacionales | Total | Total |
| Club                               | Div.          | Temporada     | Part. | Goles | Part.            | Goles            | Part.                 | Goles                 | Part. | Goles |
| ---------------------------------- | ------------- | ------------- | ----- | ----- | ---------------- | ---------------- | --------------------- | --------------------- | ----- | ----- |
| C. A. Fénix · Uruguay              | 1.ª           | 2016          | 1     | 0     | —                | —                | —                     | —                     | 1     | 0     |
| C. A. Fénix · Uruguay              | 1.ª           | 2017          | —     | —     | —                | —                | —                     | —                     | —     | —     |
| C. A. Fénix · Uruguay              | 1.ª           | 2018          | 1     | 0     | —                | —                | —                     | —                     | 1     | 0     |
| C. A. Fénix · Uruguay              | 1.ª           | 2019          | 35    | 1     | —                | —                | —                     | —                     | 35    | 1     |
| C. A. Fénix · Uruguay              | 1.ª           | 2020          | 16    | 1     | —                | —                | 4                     | 0                     | 19    | 1     |
| C. A. Fénix · Uruguay              | Total club    | Total club    | 53    | 2     | —                | —                | 4                     | 0                     | 57    | 2     |
| F. C. Famalicão Portugal           | 1.ª           | 2020-21       | 20    | 1     | —                | —                | —                     | —                     | 20    | 1     |
| F. C. Famalicão Portugal           | 1.ª           | 2021-22       | 0     | 0     | 1                | 0                | —                     | —                     | 1     | 0     |
| F. C. Famalicão Portugal           | Total club    | Total club    | 20    | 1     | 1                | 0                | 0                     | 0                     | 21    | 1     |
| Sporting C. P. Portugal            | 1.ª           | 2021-22       | 25    | 0     | 9                | 1                | 4                     | 0                     | 38    | 1     |
| Sporting C. P. Portugal            | 1.ª           | 2022-23       | 31    | 0     | 6                | 0                | 10                    | 0                     | 47    | 0     |
| Sporting C. P. Portugal            | Total club    | Total club    | 56    | 0     | 15               | 1                | 14                    | 0                     | 85    | 1     |
| Paris Saint-Germain F. C. Francia  | 1.ª           | 2023-24       | 25    | 0     | 4                | 0                | 8                     | 0                     | 37    | 0     |
| Paris Saint-Germain F. C. Francia  | Total club    | Total club    | 25    | 0     | 4                | 0                | 8                     | 0                     | 37    | 0     |
| Manchester United F. C. Inglaterra | 1.ª           | 2024-25       | 29    | 1     | 6                | 0                | 10                    | 1                     | 45    | 2     |
| Manchester United F. C. Inglaterra | 1.ª           | 2025-26       | 1     | 0     | 0                | 0                | ―                     | ―                     | 1     | 0     |
| Manchester United F. C. Inglaterra | Total club    | Total club    | 30    | 1     | 6                | 0                | 10                    | 1                     | 46    | 2     |
| Total carrera                      | Total carrera | Total carrera | 184   | 4     | 26               | 1                | 36                    | 1                     | 246   | 6     |

## Palmarés

### Títulos nacionales
| Título                      | Club                      | País     | Año  |
| --------------------------- | ------------------------- | -------- | ---- |
| Copa de la Liga de Portugal | Sporting C. P.            | Portugal | 2022 |
| Supercopa de Francia        | París Saint-Germain F. C. | Francia  | 2023 |
| Ligue 1                     | París Saint-Germain F. C. | Francia  | 2024 |
| Copa de Francia             | París Saint-Germain F. C. | Francia  | 2024 |